# 킬로미터 매 시

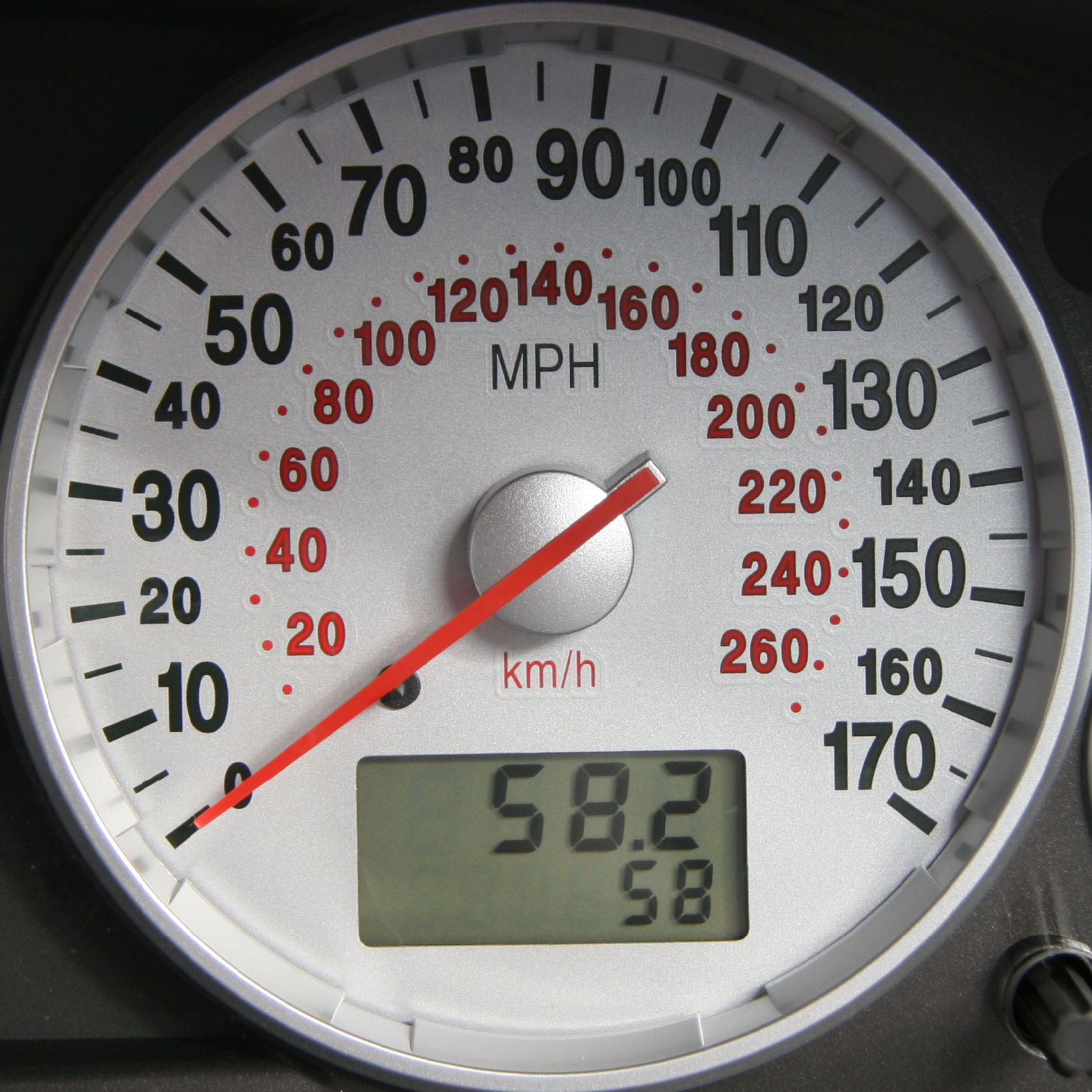
바깥쪽에 마일 매 시(MPH)와 안쪽에 킬로미터 매 시(km/h)로 측정된 속력을 나타내는 미국의 자동차 속도계. 캐나다의 자동차 속도계에는 두 눈금의 위치가 바뀌어 있다.

전 세계 교통표지의 제한 속도:
킬로미터 매 시 (km/h)
마일 매 시 (mph)
둘 다
없음

킬로미터 매 시, 시속 킬로미터, 킬로미터 퍼 아워(時速-, 영어: kilometer per hour)는 1시간 동안 운동한 킬로미터 수로 표현하는 속력(스칼라)과 속도(벡터)의 측정 단위이다. 국제 단위계에서 정한 기호는 km/h 또는 km·h−1 또는 km h−1이다. 가끔 영어 명칭인 'Kilometre per hour'의 약자로 kph 또는 KPH를 쓰기도 하지만 이는 표준이 아니다. 세계적으로 자동차 속도계와 교통 표지에 가장 흔하게 사용되는 속력의 단위이다. 정의에 의하면 1 km/h의 속력으로 운동하는 물체는 1시간 동안 1 킬로미터를 움직인다.

## 역사
미터가 1799년에 정식으로 정의되었지만, 미리아미터(10000 m)와 미리아미터 매 시간이 킬로미터와 킬로미터 매 시보다 선호되어 "킬로미터 매 시"이라는 용어는 즉시 사용되지 못했다. 1802년에 "myriamètres par heure"라는 용어가 프랑스 문학에 등장했으며 19세기 전반기에 인쇄된 많은 프랑스 지도에는 리그와 마리아미터의 눈금이 있었지만 킬로미터는 없었다. 반면에 네덜란드인은 1817년에 킬로미터를 채택했으나 mijl의 현지 이름을 사용하였다.

## 표기 역사
"킬로미터 매 시"를 나타내는 여러 말들은 그 용어가 소개되었을 때부터 사용되었고, 그중 대다수는 현재에도 여전히 사용되고 있다. 예를 들어 영어사전에는 영어 약자로 "km/h", "kmph", "km/hr"가 나열되어 있다. 기호로 분류되는 SI 표기는 "km/h", "km h−1", "km·h−1"이다.

### 약자
"킬로미터 매 시"의 약자는 19세기 말까지 영어에 등장하지 않았다.
길이의 단위인 킬로미터는 1810년에 처음으로 영어에 등장하였다. 그리고 속력의 단위인 "킬로미터 매 시"은 1866년에 미국에서 사용되었다. "킬로미터 매 시"은 오랫동안 약자로 쓰지 않다가 비슷한 시기에 다양한 약자가 생겼다.
| - 1889년: "k. p. h." - 1895년: "km:h" - 1898년: "km/h" - 1899년: "km./hr." - 1900년: "kms./hr." - 1902년: "k.m.p.h." | - 1903년: "KMph." - 1910년: "km ph" - 1911년: "K.P.H." - 1914년: "km. hr." - 1915년: "km/hour" - 1915년: "km.-hr." | - 1916년: "km. per hour" - 1921년: "kms/hr." - 1922년: "Kmph" - 1927년: "kmph." - 1933년: "KPH" - 1939년: "kmph" |

약어에 대한 규칙을 지시할 중앙 권한이 없기 때문에, 다양한 출판사는 패션의 변화와 출판사의 이미지를 반영하여 대문자, 소문자, 마침표 등을 사용할지 여부를 결정하는 자체 규칙을 가지고 있다. 예를 들어 로이터와 이코노미스트와 같은 통신사들은 "kph"를 요구한다.
호주의 비공식적인 사용에서는 km/h를 klick 또는 click으로 발음하고 쓰기도 한다.

### 단위 기호
단어를 대체하기 위해 기호를 사용하는 것은 적어도 요하네스 비드만이 1486년에 독일어로 쓰면서 기호 "+"과 "−"를 "덧셈"과 "뺄셈"을 나타내기 위해 사용한 후대 중세 시대로 거슬러 올라간다. 1800년대 초에 옌스 야코브 베르셀리우스가 원소의 라틴어 이름에서 유래된 화학 원소의 기호를 사용한 표기법을 도입하였다. 일반적으로, "Na"는 소듐(나트륨) 원소를 나타내는 데 사용되었고, H2O는 물을 나타내는 데 사용되었다. 미터 조약이 체결된 지 4년 후인 1879년에 CIPM은 CGPM의 후원으로 다양한 미터법 단위를 위한 일련의 기호를 제안하였다. 그중 "km"는 "킬로미터"를 나타내는 데 사용되었다.

### 공식적으로 사용되는 다른 약자
- km/j 또는 km/jam (인도네시아와 말레이시아)
- km/t 또는 km/tim (노르웨이와 스웨덴)
- kmph (스리랑카)
- กม./ชม. (태국, km/hr를 사용하기도 한다.)

## 변환
시속 1킬로미터는 다음과 같다.
- {\displaystyle 10.9361329833in/s} (초속 11인치)
- {\displaystyle 0.9113444153ft/s} (초속 0.9피트)
- {\displaystyle 0.3037814718yd/s} (초속 0.3야드)
- {\displaystyle 0.2777777778m/s} (초속 0.3미터)
- {\displaystyle Mach0.0008098477} (마하 0.0008)
- {\displaystyle 16.6666666667m/min} (분속 17미터)
- {\displaystyle 0.6215040393mi/h} (시속 0.62마일)
- {\displaystyle 0.53995688035knot} (0.5노트)

### 계산법
- km → in, ft, yd, m, mi일 경우: 0.0000254, 0.0003048, 0.0009144, 0.001, 1.609를 나눈다.
- km → A[a]일 경우: {\displaystyle A \over km}만큼 나눈다.
- h → s, min일 경우: 3600, 60을 나눈다.
- h → B[b]일 경우: {\displaystyle B \over h}만큼 곱한다.
- km/h → Mach일 경우: 1234.8을 나눈다.
- km/h → knot일 경우: 1.852를 나눈다.

|                | m/s       | km/h     | mph (mi/h) | 노트      | fps (ft/s) |
| -------------- | --------- | -------- | ---------- | --------- | ---------- |
| 1 m/s =        | 1         | 3.6      | 2.236936*  | 1.943844* | 3.280840*  |
| 1 km/h =       | 0.277778* | 1        | 0.621371*  | 0.539957* | 0.911344*  |
| 1 mph (mi/h) = | 0.44704   | 1.609344 | 1          | 0.868976* | 1.466667*  |
| 1 노트 =       | 0.514444* | 1.852    | 1.150779*  | 1         | 1.687810*  |
| 1 fps (ft/s) = | 0.3048    | 1.09728  | 0.681818*  | 0.592484* | 1          |

 (* = 근사값)

## 같이 보기
- 마일 매 시 (시속 마일)
- 미터 매 초 (초속 미터)
- 마하

### 내용주
1. ↑  기타 길이 단위.
2. ↑  기타 시간 단위.

### 참조주
1. ↑  “Maintenance Required Indicator” (PDF). 4 March 2016에 원본 문서 (PDF)에서 보존된 문서. 4 August 2011에 확인함.
2. ↑  “Correct SI-metric usage”. 《www.us-metric.org》. 2017년 8월 22일에 원본 문서에서 보존된 문서. 2018년 3월 20일에 확인함.
3. ↑  “보관된 사본” (PDF). 2017년 10월 13일에 원본 문서 (PDF)에서 보존된 문서. 2018년 4월 12일에 확인함.
4. ↑  Develey, Emmanuel (1802). 《Physique d'Emile: ou, Principes de la science de la nature》 1. Paris.
5. ↑  “France Pittoresque: Haute Pyrénées”. Languillermie et Rambox. 1835. 2012년 10월 13일에 확인함.
6. ↑  de Gelder, Jacob (1824). 《Allereerste Gronden der Cijferkunst》 [Introduction to Numeracy] (네덜란드어). 's-Gravenhage and Amsterdam: de Gebroeders van Cleef. 155–156쪽. 2011년 3월 2일에 확인함.
7. ↑  “The Oxford English Dictionary”. 2012년 7월 13일에 확인함.
8. ↑  Frazer, John F. (November 1866). 《Journal of the Franklin Institute of the State of Pennsylvania for the Promotion of the Mechanic Arts》 LII. Philadelphia: Franklin Institute. 314쪽.
9. ↑  Harrington, Mark W.; Rotch, A. Lawrence; Herdman, W. J. (May 1889). 《American meteorological journal: A monthly review of meteorology, medical climatology and geography》 6. Meteorological Journal Company. 226쪽.
10. ↑  “Power consumed on electric railways”. 《The Street Railway Journal》 11 (2): 116–117. February 1895.
11. ↑  《Bulletin – United States Geological Survey, Volumes 151–152》. USGS. 1898. ix쪽.
12. ↑  Whipple, F. J. W. (1899). “The Stability of the Motion of a Bicycle”. 《The Quarterly Journal of Pure and Applied Mathematics》 30: 342.
13. ↑  Launhardt, Wilhelm (1900). 《The Theory of the Trace: Being a Discussion of the Principles of Location》. Madras: Lawrence Asylum Press.
14. ↑  Swinburne, J (July 1902).  Saunders, Lawrence; Blundstone, S. R., 편집. “The Electric Problem of Railways”. 《The Railway Engineer》 23: 207.
15. ↑  Figee, S. (1903). 《Observations Made at the Royal Magnetical and Meteorological Observatory at Batavia》 24. Government of Netherlands East India. 196쪽.
16. ↑  Hobart, H. M. (1910). 《Electric Trains》. New York: D. Van Nostrand Company. xix쪽.
17. ↑  Ball, Jack (August 1911). “Foreign Notes on Aviation”. 《Town & Country》: 26.
18. ↑  Dodd, S. T. (January 1914). “A Review of Some European Electric Locomotive Designs”. 《General Electric Review》 17 (1): 1141.
19. 1 2  “Data on Mixed Motor Fuels of Interest for American Export Trade”. 《The Automobile》 33 (15): 709. October 1915.
20. ↑  “Tractive resistance tests with an electric motor truck”. 《Engineering and Contracting》 46 (25): 560. December 1916.
21. ↑  al-Jawwīyah, Maṣlaḥat al-Arṣād (1921). 《Meteorological Report for the Year [1916?]》. Ministry of Public Works, Egypt. xvii쪽.
22. ↑  Candee, A. H.; Lynde, L. E. (1922). “French Railway Begins Electrification Program”. 《Railway Electrical Engineer》 (Simmons Boardman) 13: 392.
23. ↑  Blakemore, Thos. L. (1927). 《Pressure Airships》. Ronald Press. 230쪽.
24. ↑  《Aircraft Year Book》 15. Aerospace Industries Association of America, Manufacturers Aircraft Association, Aeronautical Chamber of Commerce of America. 1933. 391–393쪽.
25. ↑  《Bulletin》. Central Electric Railfans' Association. 1939. cxii쪽.
26. ↑  Truss, Lynne (2003). 《Eats Shoots and Leaves》. Profile Books. 188–189쪽. ISBN 1 86197 6127.
27. ↑  《Reuters Handbook of Journalism》 (PDF). 로이터. April 2008. 278쪽. 2016년 5월 18일에 원본 문서 (PDF)에서 보존된 문서. 2018년 4월 21일에 확인함.
28. ↑  “Style Guide”. 이코노미스트. 2011년 9월 27일. 2013년 12월 9일에 확인함.
29. ↑  “klick”. 《옥스포드 영어사전》. June 2012. 2012년 7월 9일에 확인함.
30. ↑  O’Connor, John J.; Robertson, Edmund F. “Johannes Widman”. 《MacTutor History of Mathematics Archive》 (영어). 세인트앤드루스 대학교.
31. ↑  “The History of Chemical Symbols” (PDF). Greenville, South Carolina: BJU Press. 2016년 3월 3일에 원본 문서 (PDF)에서 보존된 문서. 2012년 7월 18일에 확인함.
32. ↑  Quinn, Terry (2012). 《From Artefacts to Atoms: The BIPM and the Search for Ultimate Measurement Standards》. Oxford: Oxford University Press. 132쪽. ISBN 978-0-19-530786-3.